# My Son, My Son, What Have Ye Done
(Brad)
My Son, My Son, What Have Ye Done è un film del 2009 diretto da Werner Herzog.
Il soggetto e la sceneggiatura, ad opera dello stesso regista, prendono spunto da un fatto di cronaca reale. Il produttore è David Lynch.

## Trama
In una villetta di un'elegante zona residenziale di San Diego è stato commesso un delitto. La polizia, appena arrivata, raccoglie testimonianze inequivocabili secondo le quali l'assassino è Brad McCullum, un giovane che vive dall'altra parte della strada, mentre la vittima è la madre dello stesso. Il ragazzo, attore dilettante, ha fatto in tempo a tornare a casa sua e a barricarsi, armato, con due ostaggi. Il detective Havenhurst interroga alcune persone, tra cui la fidanzata dell'assassino e il suo insegnante di recitazione, e ricostruisce il percorso che ha portato il giovane a manifestazioni folli, ben prima del culmine matricida.
Tutto ebbe inizio durante una gita con amici sulle montagne del Perù. Di fronte all'eventualità di affrontare una discesa in kayak su un fiume, Brad oppose il suo rifiuto motivandolo con un cambiamento esistenziale profondo. Gli amici annegarono tutti in quell'escursione, e al ritorno Brad era definitivamente cambiato. La partecipazione poi alle prove dell'Elettra di Sofocle innescò in lui una ribellione verso l'invadenza e l'iperprotettività della madre, che però trovò sfogo solo nella finzione teatrale, almeno fino al tragico inevitabile epilogo. Quando interviene la SWAT, Brad, che in realtà aveva in ostaggio solo due fenicotteri, cede senza opporre resistenze.

## I fatti reali
La trama si ispira a un delitto avvenuto a San Diego, California, nel giugno 1979. L'allora trentaquattrenne Mark Yavorsky, promessa del basket e della recitazione, uccise la madre con un'antica sciabola lunga tre piedi e venne poi dichiarato non sano di mente.
Herzog lo incontrò verso la fine degli anni novanta, andandolo a trovare nel camper dove viveva. Herzog affermò che era evidentemente un uomo pazzo e pericoloso, e non l'ha più voluto reincontrare.
Mark Yavorsky è poi morto nel 2003.

## Produzione
Le riprese, effettuate in digitale tra marzo e aprile 2009, hanno avuto luogo principalmente a San Diego, in California, negli stessi luoghi in cui sono avvenuti i fatti reali.
Gli attori principali si sono detti entusiasti di aver girato nei luoghi reali, mentre per il produttore Eric Bassett e per lo stesso Herzog si è trattato solo di una questione di comodità e risparmio. Inizialmente infatti le riprese dovevano aver luogo a Coronado, vicino a San Diego, ma sarebbe stato troppo costoso per un film dal budget inferiore ai 10 milioni di dollari.
Alcune scene sono state girate in Perù e nella Cina orientale.

## Distribuzione
Il trailer del film è stato pubblicato il 17 agosto 2009.
My Son, My Son, What Have Ye Done è stato presentato alla 66ª Mostra internazionale d'arte cinematografica di Venezia, edizione in cui è stato presentato anche un secondo film di Herzog, Il cattivo tenente - Ultima chiamata New Orleans.
Il film ha partecipato inoltre al Toronto International Film Festival ed è uscito nelle sale italiane l'11 settembre 2010.

## Accoglienza

### Critica
Ne Il Mereghetti, My Son, My Son, What Have Ye Done viene definito un film «Sottovalutato e spesso incompreso, [...] un tragico aggiornamento di L'enigma di Kaspar Hauser».
La recensione della rivista Variety è invece estremamente tiepida e afferma, tra l'altro: «Se My Son fosse un album, sarebbe un concerto in cui Herzog canta delle sue B-sides reinterpretate, dal vivo e leggermente stonate».